# Wereldkampioenschap handbal vrouwen 2017 (kwalificatie)
De Europese kwalificatie voor het wereldkampioenschap handbal vrouwen 2017 was een reeks wedstrijden, alle gespeeld in 2016 en 2017, in het handbal waar werd uitgemaakt welke negen Europese landen mochten deelnemen aan het WK handbal vrouwen 2017 in Duitsland. Reeds geplaatst voor de eindronde was regerend wereld- en Europees kampioen Noorwegen (2015). Daarnaast waren de nummers twee tot en met vier van het EK 2016, respectievelijk Nederland, Frankrijk en Denemarken, plus gastland Duitsland op voorhand geplaatst voor de eindronde.

## Kwalificatiefase 1

### Plaatsing
De loting vond plaats op 24 juni 2016. De beste twee teams van groep 1-3 en de winnaar van groep 4 plaatsen zich voor kwalificatiefase 2 (play-offs).
| Pot 1                                                     | Pot 2                                                | Pot 3                             |
| --------------------------------------------------------- | ---------------------------------------------------- | --------------------------------- |
| Oostenrijk Wit-Rusland IJsland Slowakije Turkije Oekraïne | Italië Litouwen Noord-Macedonië Portugal Zwitserland | Faeröer Griekenland Israël Kosovo |

Alle tijden zijn lokaal.

### Groep 1
| Pos | Team          | Wed | W | G | V | Ptn | DV | DT | +/− | Kwalificatie |
| --- | ------------- | --- | - | - | - | --- | -- | -- | --- | ------------ |
| 1   | Oekraïne      | 3   | 3 | 0 | 0 | 6   | 79 | 50 | +29 | Play-offs    |
| 2   | Slowakije (G) | 3   | 2 | 0 | 1 | 4   | 74 | 61 | +13 | Play-offs    |
| 3   | Litouwen      | 3   | 1 | 0 | 2 | 2   | 63 | 83 | −20 |              |
| 4   | Griekenland   | 3   | 0 | 0 | 3 | 0   | 63 | 85 | −22 |              |

| Vrijdag 25 november 2016 17:45 | Oekraïne  | 21–20   | Slowakije    | Mestská športová hala, Šaľa Toeschouwers: 2.000 Scheidsrechters: Pech, Vagvölgyi (HUN) |
| Vrijdag 25 november 2016 17:45 | Snopova 6 | (9–13)  | Jakubisová 7 | Mestská športová hala, Šaľa Toeschouwers: 2.000 Scheidsrechters: Pech, Vagvölgyi (HUN) |
| Vrijdag 25 november 2016 17:45 | 3×        | verslag | 3×           | Mestská športová hala, Šaľa Toeschouwers: 2.000 Scheidsrechters: Pech, Vagvölgyi (HUN) |

| Vrijdag 25 november 2016 19:45 | Litouwen       | 31–25   | Griekenland | Mestská športová hala, Šaľa Toeschouwers: 1.000 Scheidsrechters: Praštalo, Todorović (BIH) |
| Vrijdag 25 november 2016 19:45 | Šatkauskaitė 9 | (18–13) | Vafeiadou 9 | Mestská športová hala, Šaľa Toeschouwers: 1.000 Scheidsrechters: Praštalo, Todorović (BIH) |
| Vrijdag 25 november 2016 19:45 | 3×             | verslag | 2× 4×       | Mestská športová hala, Šaľa Toeschouwers: 1.000 Scheidsrechters: Praštalo, Todorović (BIH) |

| Zaterdag 26 november 2016 17:45 | Slowakije       | 27–24   | Griekenland | Mestská športová hala, Šaľa Toeschouwers: 2.000 Scheidsrechters: Pech, Vagvölgyi (HUN) |
| Zaterdag 26 november 2016 17:45 | Rechtorisová 11 | (13–10) | Tsakalou 7  | Mestská športová hala, Šaľa Toeschouwers: 2.000 Scheidsrechters: Pech, Vagvölgyi (HUN) |
| Zaterdag 26 november 2016 17:45 | 3× 4×           | verslag | 3× 7× 1×    | Mestská športová hala, Šaľa Toeschouwers: 2.000 Scheidsrechters: Pech, Vagvölgyi (HUN) |

| Zaterdag 26 november 2016 19:45 | Oekraïne | 31–16   | Litouwen        | Mestská športová hala, Šaľa Toeschouwers: 500 Scheidsrechters: Praštalo, Todorović (BIH) |
| Zaterdag 26 november 2016 19:45 | Redka 6  | (16–6)  | Šatkauskaitė] 8 | Mestská športová hala, Šaľa Toeschouwers: 500 Scheidsrechters: Praštalo, Todorović (BIH) |
| Zaterdag 26 november 2016 19:45 | 2× 5×    | verslag | 3× 4×           | Mestská športová hala, Šaľa Toeschouwers: 500 Scheidsrechters: Praštalo, Todorović (BIH) |

| Zondag 27 november 2016 17:45 | Slowakije  | 27–16   | Litouwen       | Mestská športová hala, Šaľa Toeschouwers: 2.000 Scheidsrechters: Praštalo, Todorović (BIH v-HD) |
| Zondag 27 november 2016 17:45 | Holešová 8 | (13–9)  | Šatkauskaitė 6 | Mestská športová hala, Šaľa Toeschouwers: 2.000 Scheidsrechters: Praštalo, Todorović (BIH v-HD) |
| Zondag 27 november 2016 17:45 | 2× 1×      | verslag | 2× 4×          | Mestská športová hala, Šaľa Toeschouwers: 2.000 Scheidsrechters: Praštalo, Todorović (BIH v-HD) |

| Zondag 27 november 2016 19:45 | Griekenland  | 14–27   | Oekraïne       | Mestská športová hala, Šaľa Toeschouwers: 500 Scheidsrechters: Pech, Vagvölgyi (HUN) |
| Zondag 27 november 2016 19:45 | Tsaousidou 3 | (7–14)  | Borshchenko 11 | Mestská športová hala, Šaľa Toeschouwers: 500 Scheidsrechters: Pech, Vagvölgyi (HUN) |
| Zondag 27 november 2016 19:45 | 3× 1×        | verslag | 3×             | Mestská športová hala, Šaľa Toeschouwers: 500 Scheidsrechters: Pech, Vagvölgyi (HUN) |

### Groep 2
| Pos | Team            | Wed | W | G | V | Ptn | DV  | DT  | +/− | Kwalificatie |
| --- | --------------- | --- | - | - | - | --- | --- | --- | --- | ------------ |
| 1   | Wit-Rusland (G) | 3   | 3 | 0 | 0 | 6   | 103 | 63  | +40 | Play-offs    |
| 2   | Turkije         | 3   | 2 | 0 | 1 | 4   | 88  | 78  | +10 | Play-offs    |
| 3   | Zwitserland     | 3   | 1 | 0 | 2 | 2   | 87  | 85  | +2  |              |
| 4   | Kosovo          | 3   | 0 | 0 | 3 | 0   | 51  | 103 | −52 |              |

| Vrijdag 2 december 2016 17:00 | Wit-Rusland              | 37–23   | Turkije | Sport Palace Uruchye, Minsk Toeschouwers: 1.850 Scheidsrechters: Năstase, Stancu (ROU) |
| Vrijdag 2 december 2016 17:00 | Vasileuskaya, Yezhkava 5 | (17–10) | Özel 5  | Sport Palace Uruchye, Minsk Toeschouwers: 1.850 Scheidsrechters: Năstase, Stancu (ROU) |
| Vrijdag 2 december 2016 17:00 | 3×                       | verslag | 2× 3×   | Sport Palace Uruchye, Minsk Toeschouwers: 1.850 Scheidsrechters: Năstase, Stancu (ROU) |

| Vrijdag 2 december 2016 19:00 | Zwitserland | 36–21   | Kosovo     | Sport Palace Uruchye, Minsk Toeschouwers: 318 Scheidsrechters: Rakytina, Tkachuk (UKR) |
| Vrijdag 2 december 2016 19:00 | Scherer 8   | (16–10) | Kelmendi 7 | Sport Palace Uruchye, Minsk Toeschouwers: 318 Scheidsrechters: Rakytina, Tkachuk (UKR) |
| Vrijdag 2 december 2016 19:00 | 2× 5× 1×    | verslag | 2× 6× 1×   | Sport Palace Uruchye, Minsk Toeschouwers: 318 Scheidsrechters: Rakytina, Tkachuk (UKR) |

| Zaterdag 3 december 2016 13:00 | Turkije         | 36–17   | Kosovo           | Sport Palace Uruchye, Minsk Toeschouwers: 205 Scheidsrechters: Rakytina, Tkachuk (UKR) |
| Zaterdag 3 december 2016 13:00 | Akcanca, Özel 5 | (15–10) | Kelmendi, Rama 7 | Sport Palace Uruchye, Minsk Toeschouwers: 205 Scheidsrechters: Rakytina, Tkachuk (UKR) |
| Zaterdag 3 december 2016 13:00 | 1×              | verslag | 2× 7×            | Sport Palace Uruchye, Minsk Toeschouwers: 205 Scheidsrechters: Rakytina, Tkachuk (UKR) |

| Zaterdag 3 december 2016 15:00 | Wit-Rusland  | 35–27   | Zwitserland | Sport Palace Uruchye, Minsk Toeschouwers: 1.820 Scheidsrechters: Năstase, Stancu (ROU) |
| Zaterdag 3 december 2016 15:00 | Nestsiaruk 8 | (17–15) | Scherer 7   | Sport Palace Uruchye, Minsk Toeschouwers: 1.820 Scheidsrechters: Năstase, Stancu (ROU) |
| Zaterdag 3 december 2016 15:00 | 2× 4×        | verslag | 3× 4×       | Sport Palace Uruchye, Minsk Toeschouwers: 1.820 Scheidsrechters: Năstase, Stancu (ROU) |

| Zondag 4 december 2016 12:00 | Turkije  | 29–24   | Zwitserland | Sport Palace Uruchye, Minsk Toeschouwers: 425 Scheidsrechters: Năstase, Stancu (ROU) |
| Zondag 4 december 2016 12:00 | İskit 11 | (15–13) | Scherer 7   | Sport Palace Uruchye, Minsk Toeschouwers: 425 Scheidsrechters: Năstase, Stancu (ROU) |
| Zondag 4 december 2016 12:00 | 2× 1×    | verslag | 3×          | Sport Palace Uruchye, Minsk Toeschouwers: 425 Scheidsrechters: Năstase, Stancu (ROU) |

| Zondag 4 december 2016 14:00 | Kosovo    | 13–31   | Wit-Rusland | Sport Palace Uruchye, Minsk Toeschouwers: 1.510 Scheidsrechters: Rakytina, Tkachuk (UKR) |
| Zondag 4 december 2016 14:00 | Gjikoka 6 | (6–16)  | Mazgo 9     | Sport Palace Uruchye, Minsk Toeschouwers: 1.510 Scheidsrechters: Rakytina, Tkachuk (UKR) |
| Zondag 4 december 2016 14:00 | 3× 1×     | verslag | 2×          | Sport Palace Uruchye, Minsk Toeschouwers: 1.510 Scheidsrechters: Rakytina, Tkachuk (UKR) |

### Groep 3
| Pos | Team            | Wed | W | G | V | Ptn | DV | DT | +/− | Kwalificatie |
| --- | --------------- | --- | - | - | - | --- | -- | -- | --- | ------------ |
| 1   | Oostenrijk      | 3   | 2 | 0 | 1 | 4   | 81 | 67 | +14 | Play-offs    |
| 2   | Noord-Macedonië | 3   | 2 | 0 | 1 | 4   | 67 | 67 | 0   | Play-offs    |
| 3   | IJsland         | 3   | 2 | 0 | 1 | 4   | 72 | 67 | +5  |              |
| 4   | Faeröer (G)     | 3   | 0 | 0 | 3 | 0   | 55 | 74 | −19 |              |

| Vrijdag 2 december 2016 18:00 | Oostenrijk  | 24–28   | IJsland                      | Hollin a Halsi, Tórshavn Toeschouwers: 50 Scheidsrechters: Chrzan, Janas (POL) |
| Vrijdag 2 december 2016 18:00 | Goricanec 8 | (12–12) | Haraldsdóttir, Knútsdóttir 5 | Hollin a Halsi, Tórshavn Toeschouwers: 50 Scheidsrechters: Chrzan, Janas (POL) |
| Vrijdag 2 december 2016 18:00 | 2×          | verslag | 2× 3×                        | Hollin a Halsi, Tórshavn Toeschouwers: 50 Scheidsrechters: Chrzan, Janas (POL) |

| Vrijdag 2 december 2016 20:00 | Noord-Macedonië | 21–19   | Faeröer   | Hollin a Halsi, Tórshavn Toeschouwers: 200 Scheidsrechters: Mandák, Rudinský (SVK) |
| Vrijdag 2 december 2016 20:00 | Ristovska 6     | (8–8)   | Brimnes 6 | Hollin a Halsi, Tórshavn Toeschouwers: 200 Scheidsrechters: Mandák, Rudinský (SVK) |
| Vrijdag 2 december 2016 20:00 | 2× 3×           | verslag | 2× 3×     | Hollin a Halsi, Tórshavn Toeschouwers: 200 Scheidsrechters: Mandák, Rudinský (SVK) |

| Zaterdag 3 december 2016 15:00 | Oostenrijk | 28–19   | Noord-Macedonië | Hollin a Halsi, Tórshavn Toeschouwers: 50 Scheidsrechters: Chrzan, Janas (POL) |
| Zaterdag 3 december 2016 15:00 | Frey 8     | (14–10) | Ristovska 8     | Hollin a Halsi, Tórshavn Toeschouwers: 50 Scheidsrechters: Chrzan, Janas (POL) |
| Zaterdag 3 december 2016 15:00 | 2× 6×      | verslag | 3× 5×           | Hollin a Halsi, Tórshavn Toeschouwers: 50 Scheidsrechters: Chrzan, Janas (POL) |

| Zaterdag 3 december 2016 17:00 | IJsland         | 24–16   | Faeröer     | Hollin a Halsi, Tórshavn Toeschouwers: 150 Scheidsrechters: Mandák, Rudinský (SVK) |
| Zaterdag 3 december 2016 17:00 | Stefánsdóttir 7 | (9–5)   | Henneberg 7 | Hollin a Halsi, Tórshavn Toeschouwers: 150 Scheidsrechters: Mandák, Rudinský (SVK) |
| Zaterdag 3 december 2016 17:00 | 3× 5×           | verslag | 2× 4×       | Hollin a Halsi, Tórshavn Toeschouwers: 150 Scheidsrechters: Mandák, Rudinský (SVK) |

| Zondag 4 december 2016 16:00 | Israël                       | 20–27   | Noord-Macedonië | Hollin a Halsi, Tórshavn Toeschouwers: 60 Scheidsrechters: Mandák, Rudinský (SVK) |
| Zondag 4 december 2016 16:00 | Knútsdóttir, Stefánsdóttir 5 | (11–15) | Ristovska 10    | Hollin a Halsi, Tórshavn Toeschouwers: 60 Scheidsrechters: Mandák, Rudinský (SVK) |
| Zondag 4 december 2016 16:00 | 3×                           | verslag | 3×              | Hollin a Halsi, Tórshavn Toeschouwers: 60 Scheidsrechters: Mandák, Rudinský (SVK) |

| Zondag 4 december 2016 18:00 | Faeröer     | 20–29   | Oostenrijk  | Hollin a Halsi, Tórshavn Toeschouwers: 180 Scheidsrechters: Chrzan, Janas (POL) |
| Zondag 4 december 2016 18:00 | Henneberg 6 | (10–18) | Goricanec 5 | Hollin a Halsi, Tórshavn Toeschouwers: 180 Scheidsrechters: Chrzan, Janas (POL) |
| Zondag 4 december 2016 18:00 | 3×          | verslag | 2× 4×       | Hollin a Halsi, Tórshavn Toeschouwers: 180 Scheidsrechters: Chrzan, Janas (POL) |

### Groep 4
| Pos | Team       | Wed | W | G | V | Ptn | DV | DT | +/− | Kwalificatie |
| --- | ---------- | --- | - | - | - | --- | -- | -- | --- | ------------ |
| 1   | Italië (G) | 2   | 1 | 1 | 0 | 3   | 51 | 46 | +5  | Play-offs    |
| 2   | Portugal   | 2   | 1 | 0 | 1 | 2   | 55 | 43 | +12 |              |
| 3   | Israël     | 2   | 0 | 1 | 1 | 1   | 44 | 61 | −17 |              |

| Vrijdag 25 november 2016 18:00 | Israël  | 26–26   | Italië     | Palasport Concetto Lo Bello, Syracuse Toeschouwers: 500 Scheidsrechters: Vujačić, Kažanegra (MNE) |
| Vrijdag 25 november 2016 18:00 | Conen 7 | (12–12) | Gheorghe 8 | Palasport Concetto Lo Bello, Syracuse Toeschouwers: 500 Scheidsrechters: Vujačić, Kažanegra (MNE) |
| Vrijdag 25 november 2016 18:00 | 3× 4×   | verslag | 3×         | Palasport Concetto Lo Bello, Syracuse Toeschouwers: 500 Scheidsrechters: Vujačić, Kažanegra (MNE) |

| Zaterdag 26 november 2016 20:00 | Portugal | 35–18   | Israël   | Palasport Concetto Lo Bello, Syracuse Toeschouwers: 200 Scheidsrechters: Vujačić, Kažanegra (MNE) |
| Zaterdag 26 november 2016 20:00 | Soares 5 | (19–10) | Vakrat 7 | Palasport Concetto Lo Bello, Syracuse Toeschouwers: 200 Scheidsrechters: Vujačić, Kažanegra (MNE) |
| Zaterdag 26 november 2016 20:00 | 3× 1×    | verslag | 2× 3×    | Palasport Concetto Lo Bello, Syracuse Toeschouwers: 200 Scheidsrechters: Vujačić, Kažanegra (MNE) |

| Zondag 27 november 2016 16:30 | Italië          | 25–20   | Portugal | Palasport Concetto Lo Bello, Syracuse Toeschouwers: 1.000 Scheidsrechters: Vujačić, Kažanegra (MNE) |
| Zondag 27 november 2016 16:30 | Niederwieser 10 | (12–12) | Soares 6 | Palasport Concetto Lo Bello, Syracuse Toeschouwers: 1.000 Scheidsrechters: Vujačić, Kažanegra (MNE) |
| Zondag 27 november 2016 16:30 | 3× 2×           | verslag | 3× 4×    | Palasport Concetto Lo Bello, Syracuse Toeschouwers: 1.000 Scheidsrechters: Vujačić, Kažanegra (MNE) |

## Kwalificatiefase 2
De loting vond plaats op 17 december 2016 in Göteborg. De teams speelde een uit-en thuiswedstrijd. De winnaars van de play-offs kwalificeerden zich voor het eindtoernooi.

### Plaatsing
| Pot 1 (9 best gerangschikte teams van het EK 2016)                           | Pot 2 (2 laagste gerangschikte teams van het EK 2016 + teams uit kwalificatieronde 1)  |
| ---------------------------------------------------------------------------- | -------------------------------------------------------------------------------------- |
| Tsjechië Hongarije Montenegro Roemenië Rusland Servië Slovenië Spanje Zweden | Oostenrijk Wit-Rusland Kroatië Italië Noord-Macedonië Polen Slowakije Turkije Oekraïne |

### Overzicht
| Team 1          | Tot.  | Team 2      | 1e wedstr. | 2e wedstr. |
| --------------- | ----- | ----------- | ---------- | ---------- |
| Montenegro      | 56–51 | Wit-Rusland | 33–26      | 23–25      |
| Italië          | 39–67 | Servië      | 23–33      | 16–34      |
| Rusland         | 63–48 | Polen       | 31–20      | 32–28      |
| Hongarije       | 52–43 | Slowakije   | 28–19      | 24–24      |
| Roemenië        | 67–53 | Oostenrijk  | 34–29      | 33–24      |
| Oekraïne        | 44–46 | Spanje      | 24–24      | 20–22      |
| Kroatië         | 51–55 | Slovenië    | 23–28      | 28–27      |
| Tsjechië        | 60–48 | Turkije     | 29–25      | 31–23      |
| Noord-Macedonië | 47–77 | Zweden      | 20–31      | 27–46      |

Alle tijden zijn lokaal.

### Wedstrijden
| Vrijdag 9 juni 2017 19:00 | Montenegro        | 33–26   | Wit-Rusland | Topolica Sport Hall, Bar Toeschouwers: 2.000 Scheidsrechters: Florescu, Stoia (ROU) |
| Vrijdag 9 juni 2017 19:00 | Jauković, Ujkić 9 | (12–15) | Mazgo 5     | Topolica Sport Hall, Bar Toeschouwers: 2.000 Scheidsrechters: Florescu, Stoia (ROU) |
| Vrijdag 9 juni 2017 19:00 | 3× 2×             | verslag | 3×          | Topolica Sport Hall, Bar Toeschouwers: 2.000 Scheidsrechters: Florescu, Stoia (ROU) |

| Donderdag 15 juni 2017 18:00 | Wit-Rusland               | 25–23   | Montenegro     | Minsk Sports Palace, Minsk Toeschouwers: 1.800 Scheidsrechters: Jurinović, Mrvica (CRO) |
| Donderdag 15 juni 2017 18:00 | Vasileuskaya, Yezhykava 4 | (11–10) | drie spelers 5 | Minsk Sports Palace, Minsk Toeschouwers: 1.800 Scheidsrechters: Jurinović, Mrvica (CRO) |
| Donderdag 15 juni 2017 18:00 | 3×                        | verslag | 3× 4×          | Minsk Sports Palace, Minsk Toeschouwers: 1.800 Scheidsrechters: Jurinović, Mrvica (CRO) |

Montenegro won met 56–51.
| Zaterdag 10 juni 2017 16:30 | Italië               | 23–33   | Servië               | Kioene Arena, Padua Toeschouwers: 3.200 Scheidsrechters: Aliyev, Aghakishiyev (AZE) |
| Zaterdag 10 juni 2017 16:30 | Del Balzo, Rotondo 7 | (11–16) | Nikolić, Pop-Lazić 5 | Kioene Arena, Padua Toeschouwers: 3.200 Scheidsrechters: Aliyev, Aghakishiyev (AZE) |
| Zaterdag 10 juni 2017 16:30 | 3×                   | verslag | 3× 4×                | Kioene Arena, Padua Toeschouwers: 3.200 Scheidsrechters: Aliyev, Aghakishiyev (AZE) |

| Woensdag 14 juni 2017 18:00 | Servië        | 34–16   | Italië    | Čair Sports Center, Niš Toeschouwers: 2.000 Scheidsrechters: Panayides, Andreou (CYP) |
| Woensdag 14 juni 2017 18:00 | Stoiljković 5 | (14–4)  | Rotondo 6 | Čair Sports Center, Niš Toeschouwers: 2.000 Scheidsrechters: Panayides, Andreou (CYP) |
| Woensdag 14 juni 2017 18:00 | 3× 2×         | verslag | 3×        | Čair Sports Center, Niš Toeschouwers: 2.000 Scheidsrechters: Panayides, Andreou (CYP) |

Servië won met 67–39.
| Vrijdag 9 juni 2017 19:00 | Rusland     | 31–20   | Polen    | Sportcomplex Zvezdniy, Astrakhan Toeschouwers: 6.000 Scheidsrechters: Herczeg, Südi (HUN) |
| Vrijdag 9 juni 2017 19:00 | Samokhina 9 | (15–14) | Achruk 5 | Sportcomplex Zvezdniy, Astrakhan Toeschouwers: 6.000 Scheidsrechters: Herczeg, Südi (HUN) |
| Vrijdag 9 juni 2017 19:00 | 3×          | verslag | 3× 4×    | Sportcomplex Zvezdniy, Astrakhan Toeschouwers: 6.000 Scheidsrechters: Herczeg, Südi (HUN) |

| Donderdag 15 juni 2017 18:30 | Polen    | 28–32   | Rusland          | Hala Widowiskowo-Sportowa w Koszalinie, Koszalin Toeschouwers: 2.900 Scheidsrechters: Marić, Mašić (SRB) |
| Donderdag 15 juni 2017 18:30 | Achruk 7 | (14–15) | Samokhina, Sen 5 | Hala Widowiskowo-Sportowa w Koszalinie, Koszalin Toeschouwers: 2.900 Scheidsrechters: Marić, Mašić (SRB) |
| Donderdag 15 juni 2017 18:30 | 2×       | verslag | 3× 5×            | Hala Widowiskowo-Sportowa w Koszalinie, Koszalin Toeschouwers: 2.900 Scheidsrechters: Marić, Mašić (SRB) |

Rusland won met 63–48.
| Zaterdag 10 juni 2017 17:00 | Hongarije | 28–19   | Slowakije  | Debreceni Főnix Csarnok, Debrecen Toeschouwers: 3.822 Scheidsrechters: Pavićević, Ražnatović (MNE) |
| Zaterdag 10 juni 2017 17:00 | Görbicz 9 | (14–8)  | Školková 6 | Debreceni Főnix Csarnok, Debrecen Toeschouwers: 3.822 Scheidsrechters: Pavićević, Ražnatović (MNE) |
| Zaterdag 10 juni 2017 17:00 | 2× 3×     | verslag | 2× 8×      | Debreceni Főnix Csarnok, Debrecen Toeschouwers: 3.822 Scheidsrechters: Pavićević, Ražnatović (MNE) |

| Woensdag 14 juni 2017 18:00 | Slowakije  | 24–24   | Hongarije | Bratislava Toeschouwers: 8.000 Scheidsrechters: Pandžić, Satordzija (BIH) |
| Woensdag 14 juni 2017 18:00 | Školková 6 | (10–11) | Görbicz 8 | Bratislava Toeschouwers: 8.000 Scheidsrechters: Pandžić, Satordzija (BIH) |
| Woensdag 14 juni 2017 18:00 | 3× 5× 1×   | verslag | 3× 5×     | Bratislava Toeschouwers: 8.000 Scheidsrechters: Pandžić, Satordzija (BIH) |

Hongarije won met 52–43.
| Vrijdag 9 juni 2017 20:00 | Roemenië               | 34–29   | Australië | Arena Antonio Alexe, Oradea Toeschouwers: 2.400 Scheidsrechters: Sager, Styger (SUI) |
| Vrijdag 9 juni 2017 20:00 | Ardean-Elisei, Neagu 7 | (17–16) | Kovacs 10 | Arena Antonio Alexe, Oradea Toeschouwers: 2.400 Scheidsrechters: Sager, Styger (SUI) |
| Vrijdag 9 juni 2017 20:00 | 3×                     | verslag | 3× 4×     | Arena Antonio Alexe, Oradea Toeschouwers: 2.400 Scheidsrechters: Sager, Styger (SUI) |

| Dinsdag 13 juni 2017 19:35 | Oostenrijk | 24–33   | Roemenië | Sportzentrum Alte Au, Stockerau Toeschouwers: 1.500 Scheidsrechters: Rakytina, Tkachuk (UKR) |
| Dinsdag 13 juni 2017 19:35 | Kovacs 6   | (13–11) | Neagu 6  | Sportzentrum Alte Au, Stockerau Toeschouwers: 1.500 Scheidsrechters: Rakytina, Tkachuk (UKR) |
| Dinsdag 13 juni 2017 19:35 | 3× 1×      | verslag | 3× 4×    | Sportzentrum Alte Au, Stockerau Toeschouwers: 1.500 Scheidsrechters: Rakytina, Tkachuk (UKR) |

Roemenië won met 67–53.
| Vrijdag 9 juni 2017 19:00 | Oekraïne      | 24–24   | Spanje           | Sport Manezh of Sumy State University, Sumy Toeschouwers: 1.500 Scheidsrechters: Mertinian, Syrepisios (GRE) |
| Vrijdag 9 juni 2017 19:00 | Borshchenko 9 | (10–16) | Cabral, Martín 5 | Sport Manezh of Sumy State University, Sumy Toeschouwers: 1.500 Scheidsrechters: Mertinian, Syrepisios (GRE) |
| Vrijdag 9 juni 2017 19:00 | 3× 5×         | verslag | 3× 4×            | Sport Manezh of Sumy State University, Sumy Toeschouwers: 1.500 Scheidsrechters: Mertinian, Syrepisios (GRE) |

| Woensdag 14 juni 2017 21:00 | Spanje   | 22–20   | Oekraïne      | Pabellón Polideportivo Municipal Fernando Argüelles, Antequera Toeschouwers: 2.000 Scheidsrechters: Harabagiu, Stănescu (ROU) |
| Woensdag 14 juni 2017 21:00 | Cabral 7 | (14–5)  | Borshchenko 6 | Pabellón Polideportivo Municipal Fernando Argüelles, Antequera Toeschouwers: 2.000 Scheidsrechters: Harabagiu, Stănescu (ROU) |
| Woensdag 14 juni 2017 21:00 | 2× 6×    | verslag | 3× 4×         | Pabellón Polideportivo Municipal Fernando Argüelles, Antequera Toeschouwers: 2.000 Scheidsrechters: Harabagiu, Stănescu (ROU) |

Spanje won met 46–44.
| Zaterdag 10 juni 2017 18:00 | Kroatië    | 23–28   | Slovenië        | Gradski Vrt Hall, Osijek Toeschouwers: 2.000 Scheidsrechters: Alpaidze, Berezkina (RUS) |
| Zaterdag 10 juni 2017 18:00 | Plahinek 5 | (10–15) | Irman, Mavsar 6 | Gradski Vrt Hall, Osijek Toeschouwers: 2.000 Scheidsrechters: Alpaidze, Berezkina (RUS) |
| Zaterdag 10 juni 2017 18:00 | 2× 5×      | verslag | 3× 7×           | Gradski Vrt Hall, Osijek Toeschouwers: 2.000 Scheidsrechters: Alpaidze, Berezkina (RUS) |

| Donderdag 15 juni 2017 18:00 | Slovenië         | 27–28   | Kroatië          | Golovec Hall, Celje Toeschouwers: 1.100 Scheidsrechters: Horváth, Marton (HUN) |
| Donderdag 15 juni 2017 18:00 | Mavsar, Stanko 7 | (12–16) | Kožnjak, Marić 6 | Golovec Hall, Celje Toeschouwers: 1.100 Scheidsrechters: Horváth, Marton (HUN) |
| Donderdag 15 juni 2017 18:00 | 2× 4× 1×         | verslag | 3×               | Golovec Hall, Celje Toeschouwers: 1.100 Scheidsrechters: Horváth, Marton (HUN) |

Slovenië won met 55–51.
| Zaterdag 10 juni 2017 18:30 | Tsjechië   | 29–25   | Turkije       | Sportovní hala Most, Most Toeschouwers: 600 Scheidsrechters: Antić, Jakovljević (SRB) |
| Zaterdag 10 juni 2017 18:30 | Hrbková 11 | (15–15) | İskit, Özel 6 | Sportovní hala Most, Most Toeschouwers: 600 Scheidsrechters: Antić, Jakovljević (SRB) |
| Zaterdag 10 juni 2017 18:30 | 3× 1×      | verslag | 2× 3×         | Sportovní hala Most, Most Toeschouwers: 600 Scheidsrechters: Antić, Jakovljević (SRB) |

| Donderdag 15 juni 2017 19:00 | Turkije  | 23–31   | Tsjechië        | THF Sport Hall, Ankara Toeschouwers: 800 Scheidsrechters: Barysas, Petrušis (LTU) |
| Donderdag 15 juni 2017 19:00 | Yılmaz 6 | (15–14) | Hrbková, Malá 8 | THF Sport Hall, Ankara Toeschouwers: 800 Scheidsrechters: Barysas, Petrušis (LTU) |
| Donderdag 15 juni 2017 19:00 | 3× 2×    | verslag | 2×              | THF Sport Hall, Ankara Toeschouwers: 800 Scheidsrechters: Barysas, Petrušis (LTU) |

Tsjechië won met 60–48.
| Zaterdag 10 juni 2017 20:30 | Noord-Macedonië | 20–31   | Zweden         | SRC Kale, Skopje Toeschouwers: 1.700 Scheidsrechters: Vranes, Wenninger (AUT) |
| Zaterdag 10 juni 2017 20:30 | Gjorgjievska 7  | (9–12)  | vier spelers 4 | SRC Kale, Skopje Toeschouwers: 1.700 Scheidsrechters: Vranes, Wenninger (AUT) |
| Zaterdag 10 juni 2017 20:30 | 3× 4×           | verslag | 2×             | SRC Kale, Skopje Toeschouwers: 1.700 Scheidsrechters: Vranes, Wenninger (AUT) |

| Dinsdag 13 juni 2017 19:15 | Zweden | 46–27   | Noord-Macedonië         | Ystad Arena, Ystad Toeschouwers: 2.164 Scheidsrechters: Bounouara, Sami (FRA) |
| Dinsdag 13 juni 2017 19:15 | Sand 9 | (26–11) | Bajramoska, Ristovska 6 | Ystad Arena, Ystad Toeschouwers: 2.164 Scheidsrechters: Bounouara, Sami (FRA) |
| Dinsdag 13 juni 2017 19:15 | 3× 4×  | verslag | 3× 4×                   | Ystad Arena, Ystad Toeschouwers: 2.164 Scheidsrechters: Bounouara, Sami (FRA) |

Zweden won met 77–47.